# Bibliothèque collégiale
Pour les articles homonymes, voir bibliothèque (homonymie).

## Histoire des bibliothèques collégiales

### Antiquité
Les recherches d'Henri Irénée Marrou situent l'apparition des bibliothèques collégiales avant le Moyen âge.

## Activités des bibliothèques

### Activités liées aux collections

#### Les politiques de développement des collections
Souvent confondue avec la charte documentaire ou le conspectus, la politique documentaire ou les politiques de développement des collections des bibliothèques collégiales sont, en partie, orientées par des indicateurs et des ratios mais principalement par les méthodes et les lois statistiques de la bibliométrie et de la webométrie.

##### La politique de développement des collections
- Domaine d’application
- Principes directeurs
- Objectifs généraux
- Critères de sélection
- Dons
- Elagage des collections
- Rôles et responsabilités des parties prenantes
- Evaluation de la mise en œuvre et révision
- Date d’entrée en vigueur